# Interlands Frans voetbalelftal 1980-1989
Deze pagina toont een chronologisch en gedetailleerd overzicht van de interlands die het Frans voetbalelftal speelde in de periode 1980 – 1989.

## Interlands

### 1980
|                                                                          | |       |                   |                                                                                       |
| 27 februari Vriendschappelijk № 395 «onderlinge duels» 20:30 uur (UTC+1) | Frankrijk                                                                                             | 5 – 1 | Griekenland       | Parc des Princes, Parijs Toeschouwers: 29.992 Scheidsrechter: José María García (ESP) |
| 27 februari Vriendschappelijk № 395 «onderlinge duels» 20:30 uur (UTC+1) | Dominique Bathenay 7' Michel Platini 37' Michel Platini 62' Didier Christophe 63' Yannick Stopyra 66' |       | 32' Thomas Mavros | Parc des Princes, Parijs Toeschouwers: 29.992 Scheidsrechter: José María García (ESP) |

|                                                                       |           |       |           |                                                                                   |
| 26 maart Vriendschappelijk № 396 «onderlinge duels» 20:30 uur (UTC+1) | Frankrijk | 0 – 0 | Nederland | Parc des Princes, Parijs Toeschouwers: 41.477 Scheidsrechter: Paolo Casarin (ITA) |
| 26 maart Vriendschappelijk № 396 «onderlinge duels» 20:30 uur (UTC+1) |           |       |           | Parc des Princes, Parijs Toeschouwers: 41.477 Scheidsrechter: Paolo Casarin (ITA) |

|                                                                     |                       |       |           |                                                                              |
| 23 mei Vriendschappelijk № 397 «onderlinge duels» 19:00 uur (UTC+3) | Sovjet-Unie           | 1 – 0 | Frankrijk | Lenin Stadion, Moskou Toeschouwers: 55.000 Scheidsrechter: Sandor Kuti (HUN) |
| 23 mei Vriendschappelijk № 397 «onderlinge duels» 19:00 uur (UTC+3) | Fjodor Tsjerenkov 85' |       |           | Lenin Stadion, Moskou Toeschouwers: 55.000 Scheidsrechter: Sandor Kuti (HUN) |

|                                                                            |        | |           |                                                                                |
| 11 oktober WK 1982 kwalificatie № 398 «onderlinge duels» 15:45 uur (UTC+2) | Cyprus | 0 – 7 | Frankrijk | Tsirionstadion, Limasol Toeschouwers: 9.500 Scheidsrechter: Bruno Galler (SUI) |
| 11 oktober WK 1982 kwalificatie № 398 «onderlinge duels» 15:45 uur (UTC+2) |        | 4' Bernard Lacombe 14' Michel Platini 23' Michel Platini 40' Jean-François Larios 76' Jean-François Larios 82' Didier Six 87' Jacques Zimako |           | Tsirionstadion, Limasol Toeschouwers: 9.500 Scheidsrechter: Bruno Galler (SUI) |

|                                                                            |                                       |       |         |                                                                                           |
| 28 oktober WK 1982 kwalificatie № 399 «onderlinge duels» 20:30 uur (UTC+1) | Frankrijk                             | 2 – 0 | Ierland | Parc des Princes, Parijs Toeschouwers: 44.800 Scheidsrechter: Augusto Lamo Castillo (ESP) |
| 28 oktober WK 1982 kwalificatie № 399 «onderlinge duels» 20:30 uur (UTC+1) | Michel Platini 11' Jacques Zimako 85' |       |         | Parc des Princes, Parijs Toeschouwers: 44.800 Scheidsrechter: Augusto Lamo Castillo (ESP) |

|                                                                          |                                                                                    |       |                          |                                                                                      |
| 19 november Vriendschappelijk № 400 «onderlinge duels» 19:00 uur (UTC+1) | West-Duitsland                                                                     | 4 – 1 | Frankrijk                | Niedersachsenstadion, Hannover Toeschouwers: 63.000 Scheidsrechter: Rolf Nyhus (NOR) |
| 19 november Vriendschappelijk № 400 «onderlinge duels» 19:00 uur (UTC+1) | Manfred Kaltz 6' (pen.) Hans-Peter Briegel 37' Horst Hrubesch 62' Klaus Allofs 89' |       | 39' Jean-François Larios | Niedersachsenstadion, Hannover Toeschouwers: 63.000 Scheidsrechter: Rolf Nyhus (NOR) |

### 1981
|                                                                          |                    |       |           |                                                                                         |
| 18 februari Vriendschappelijk № 401 «onderlinge duels» 20:30 uur (UTC+1) | Spanje             | 1 – 0 | Frankrijk | Estadio Vicente Calderón, Madrid Toeschouwers: 18.000 Scheidsrechter: Carol Jurja (ROU) |
| 18 februari Vriendschappelijk № 401 «onderlinge duels» 20:30 uur (UTC+1) | Juanito 86' (pen.) |       |           | Estadio Vicente Calderón, Madrid Toeschouwers: 18.000 Scheidsrechter: Carol Jurja (ROU) |

|                                                                      |                   |       |           |                                                                             |
| 25 maart WK 1982 kwalificatie № 402 «onderlinge duels» 20:00 (UTC+1) | Nederland         | 1 – 0 | Frankrijk | De Kuip, Rotterdam Toeschouwers: 58.000 Scheidsrechter: Luigi Agnolin (ITA) |
| 25 maart WK 1982 kwalificatie № 402 «onderlinge duels» 20:00 (UTC+1) | Arnold Mühren 47' |       |           | De Kuip, Rotterdam Toeschouwers: 58.000 Scheidsrechter: Luigi Agnolin (ITA) |

|                                                                          |                                                  |       |                                        |                                                                                               |
| 29 april WK 1982 kwalificatie № 403 «onderlinge duels» 20:30 uur (UTC+2) | Frankrijk                                        | 3 – 2 | België                                 | Parc des Princes, Parijs Toeschouwers: 44.954 Scheidsrechter: Victorino Arminio Sánchez (ESP) |
| 29 april WK 1982 kwalificatie № 403 «onderlinge duels» 20:30 uur (UTC+2) | Gérard Soler 14' Didier Six 26' Gérard Soler 31' |       | 5' Erwin Vandenbergh 52' Jan Ceulemans | Parc des Princes, Parijs Toeschouwers: 44.954 Scheidsrechter: Victorino Arminio Sánchez (ESP) |

|                                                                     |                |       |                                    |                                                                                         |
| 15 mei Vriendschappelijk № 404 «onderlinge duels» 20:30 uur (UTC+2) | Frankrijk      | 1 – 3 | Brazilië                           | Parc des Princes, Parijs Toeschouwers: 47.749 Scheidsrechter: Gianfranco Menegali (ITA) |
| 15 mei Vriendschappelijk № 404 «onderlinge duels» 20:30 uur (UTC+2) | Didier Six 81' |       | 21' Zico 27' Reinaldo 52' Sócrates | Parc des Princes, Parijs Toeschouwers: 47.749 Scheidsrechter: Gianfranco Menegali (ITA) |

|                                                                             |                                              |       |           |                                                                                  |
| 9 september WK 1982 kwalificatie № 405 «onderlinge duels» 20:00 uur (UTC+2) | België                                       | 2 – 0 | Frankrijk | Heizelstadion, Brussel Toeschouwers: 52.525 Scheidsrechter: Károly Palotai (HUN) |
| 9 september WK 1982 kwalificatie № 405 «onderlinge duels» 20:00 uur (UTC+2) | Alex Czerniatynski 24' Erwin Vandenbergh 83' |       |           | Heizelstadion, Brussel Toeschouwers: 52.525 Scheidsrechter: Károly Palotai (HUN) |

|                                                                            |                                                                   |       |                                     |                                                                                |
| 14 oktober WK 1982 kwalificatie № 406 «onderlinge duels» 16:00 uur (UTC+1) | Ierland                                                           | 3 – 2 | Frankrijk                           | Lansdowne Road, Dublin Toeschouwers: 55.000 Scheidsrechter: Ulf Eriksson (SWE) |
| 14 oktober WK 1982 kwalificatie № 406 «onderlinge duels» 16:00 uur (UTC+1) | Philippe Mahut 3' (e.d.) Frank Stapleton 23' Michael Robinson 40' |       | 9' Bruno Bellone 83' Michel Platini | Lansdowne Road, Dublin Toeschouwers: 55.000 Scheidsrechter: Ulf Eriksson (SWE) |

|                                                                             |                                   |       |           |                                                                                     |
| 18 november WK 1982 kwalificatie № 407 «onderlinge duels» 20:30 uur (UTC+1) | Frankrijk                         | 2 – 0 | Nederland | Parc des Princes, Parijs Toeschouwers: 44.884 Scheidsrechter: António Garrido (POR) |
| 18 november WK 1982 kwalificatie № 407 «onderlinge duels» 20:30 uur (UTC+1) | Michel Platini 52' Didier Six 82' |       |           | Parc des Princes, Parijs Toeschouwers: 44.884 Scheidsrechter: António Garrido (POR) |

|                                                                            |                                                                                      |       |        |                                                                                |
| 5 december WK 1982 kwalificatie № 408 «onderlinge duels» 20:30 uur (UTC+1) | Frankrijk                                                                            | 4 – 0 | Cyprus | Parc des Princes, Parijs Toeschouwers: 43.437 Scheidsrechter: Edwin Borg (MLT) |
| 5 december WK 1982 kwalificatie № 408 «onderlinge duels» 20:30 uur (UTC+1) | Dominique Rocheteau 25' Bernard Lacombe 29' Bernard Lacombe 82' Bernard Genghini 86' |       |        | Parc des Princes, Parijs Toeschouwers: 43.437 Scheidsrechter: Edwin Borg (MLT) |

### 1982
|                                                                          |                                     |       |        |                                                                                       |
| 23 februari Vriendschappelijk № 409 «onderlinge duels» 20:30 uur (UTC+1) | Frankrijk                           | 2 – 0 | Italië | Parc des Princes, Parijs Toeschouwers: 43.541 Scheidsrechter: Walter Eschweiler (FRG) |
| 23 februari Vriendschappelijk № 409 «onderlinge duels» 20:30 uur (UTC+1) | Michel Platini 19' Daniel Bravo 84' |       |        | Parc des Princes, Parijs Toeschouwers: 43.541 Scheidsrechter: Walter Eschweiler (FRG) |

|                                                                       |                                                                                    |       |               |                                                                                     |
| 24 maart Vriendschappelijk № 410 «onderlinge duels» 20:30 uur (UTC+1) | Frankrijk                                                                          | 4 – 0 | Noord-Ierland | Parc des Princes, Parijs Toeschouwers: 35.000 Scheidsrechter: Roger Verhaeghe (BEL) |
| 24 maart Vriendschappelijk № 410 «onderlinge duels» 20:30 uur (UTC+1) | Bernard Zénier 31' Alain Couriol 45' Jean-François Larios 57' Bernard Genghini 80' |       |               | Parc des Princes, Parijs Toeschouwers: 35.000 Scheidsrechter: Roger Verhaeghe (BEL) |

|                                                                       |           |                         |      |                                                                                 |
| 28 april Vriendschappelijk № 411 «onderlinge duels» 20:30 uur (UTC+2) | Frankrijk | 0 – 1                   | Peru | Parc des Princes, Parijs Toeschouwers: 46.429 Scheidsrechter: André Daina (SUI) |
| 28 april Vriendschappelijk № 411 «onderlinge duels» 20:30 uur (UTC+2) |           | 82' Juan Carlos Oblitas |      | Parc des Princes, Parijs Toeschouwers: 46.429 Scheidsrechter: André Daina (SUI) |

|                                                                 |           |       |           |                                                                                 |
| 14 mei Vriendschappelijk № 412 «onderlinge duels» 20:30 (UTC+2) | Frankrijk | 0 – 0 | Bulgarije | Stade de Gerland, Lyon Toeschouwers: 45.000 Scheidsrechter: Egbert Mulder (NED) |
| 14 mei Vriendschappelijk № 412 «onderlinge duels» 20:30 (UTC+2) |           |       |           | Stade de Gerland, Lyon Toeschouwers: 45.000 Scheidsrechter: Egbert Mulder (NED) |

|                                                                 |           |              |       |                                                                                            |
| 2 juni Vriendschappelijk № 413 «onderlinge duels» 20:30 (UTC+2) | Frankrijk | 0 – 1        | Wales | Stadium Municipal, Toulouse Toeschouwers: 26.671 Scheidsrechter: Viriato Graca Oliva (POR) |
| 2 juni Vriendschappelijk № 413 «onderlinge duels» 20:30 (UTC+2) |           | 55' Ian Rush |       | Stadium Municipal, Toulouse Toeschouwers: 26.671 Scheidsrechter: Viriato Graca Oliva (POR) |

| Wereldkampioenschap voetbal 1982 |
| -------------------------------- |

|                                                                    |                                                   |       |                  |                                                                              |
| 16 juni WK 1982 Groep D № 414 «onderlinge duels» 17:15 uur (UTC+2) | Engeland                                          | 3 – 1 | Frankrijk        | San Mamés, Bilbao Toeschouwers: 44.172 Scheidsrechter: António Garrido (POR) |
| 16 juni WK 1982 Groep D № 414 «onderlinge duels» 17:15 uur (UTC+2) | Bryan Robson 1' Bryan Robson 67' Paul Mariner 83' |       | 24' Gérard Soler | San Mamés, Bilbao Toeschouwers: 44.172 Scheidsrechter: António Garrido (POR) |

|                                                                    |                                                                          |       |                          |                                                                                              |
| 21 juni WK 1982 Groep D № 415 «onderlinge duels» 17:15 uur (UTC+2) | Frankrijk                                                                | 4 – 1 | Koeweit                  | Estadio José Zorrilla, Valladolid Toeschouwers: 30.043 Scheidsrechter: Miroslav Stupar (URS) |
| 21 juni WK 1982 Groep D № 415 «onderlinge duels» 17:15 uur (UTC+2) | Bernard Genghini 31' Michel Platini 43' Didier Six 48' Maxime Bossis 89' |       | 75' Abdullah Al-Buloushi | Estadio José Zorrilla, Valladolid Toeschouwers: 30.043 Scheidsrechter: Miroslav Stupar (URS) |

|                                                                    |                |       |                            |                                                                                            |
| 24 juni WK 1982 Groep D № 416 «onderlinge duels» 17:15 uur (UTC+2) | Frankrijk      | 1 – 1 | Tsjecho-Slowakije          | Estadio José Zorrilla, Valladolid Toeschouwers: 28.000 Scheidsrechter: Paolo Casarin (ITA) |
| 24 juni WK 1982 Groep D № 416 «onderlinge duels» 17:15 uur (UTC+2) | Didier Six 66' |       | 84' (pen.) Antonín Panenka | Estadio José Zorrilla, Valladolid Toeschouwers: 28.000 Scheidsrechter: Paolo Casarin (ITA) |

|                                                                    |                      |       |            |                                                                                            |
| 28 juni WK 1982 Groep 4 № 417 «onderlinge duels» 17:15 uur (UTC+2) | Frankrijk            | 1 – 0 | Oostenrijk | Estadio Vicente Calderón, Madrid Toeschouwers: 37.000 Scheidsrechter: Károly Palotai (HUN) |
| 28 juni WK 1982 Groep 4 № 417 «onderlinge duels» 17:15 uur (UTC+2) | Bernard Genghini 39' |       |            | Estadio Vicente Calderón, Madrid Toeschouwers: 37.000 Scheidsrechter: Károly Palotai (HUN) |

|                                                                   |                                                                                     |       |                      |                                                                                           |
| 4 juli WK 1982 Groep 4 № 418 «onderlinge duels» 17:15 uur (UTC+2) | Frankrijk                                                                           | 4 – 1 | Noord-Ierland        | Estadio Vicente Calderón, Madrid Toeschouwers: 37.000 Scheidsrechter: Alozjy Jarguz (POL) |
| 4 juli WK 1982 Groep 4 № 418 «onderlinge duels» 17:15 uur (UTC+2) | Alain Giresse 33' Dominique Rocheteau 46' Dominique Rocheteau 68' Alain Giresse 80' |       | 75' Gerald Armstrong | Estadio Vicente Calderón, Madrid Toeschouwers: 37.000 Scheidsrechter: Alozjy Jarguz (POL) |

|                                                                        |                                                                                                 |              |                                                                                         |                                                                                                  |
| 8 juli WK 1982 Halve finale № 419 «onderlinge duels» 21:00 uur (UTC+2) | West-Duitsland                                                                                  | 3 – 3 (n.v.) | Frankrijk                                                                               | Estadio Ramón Sánchez Pizjuán, Sevilla Toeschouwers: 63.000 Scheidsrechter: Charles Corver (NED) |
| 8 juli WK 1982 Halve finale № 419 «onderlinge duels» 21:00 uur (UTC+2) | Pierre Littbarski 17' Karl-Heinz Rummenigge 102' Klaus Fischer 108'                             |              | 26' (pen.) Michel Platini 92' Marius Trésor 98' Alain Giresse                           | Estadio Ramón Sánchez Pizjuán, Sevilla Toeschouwers: 63.000 Scheidsrechter: Charles Corver (NED) |
| 8 juli WK 1982 Halve finale № 419 «onderlinge duels» 21:00 uur (UTC+2) | Strafschoppen                                                                                   |              |                                                                                         | Estadio Ramón Sánchez Pizjuán, Sevilla Toeschouwers: 63.000 Scheidsrechter: Charles Corver (NED) |
| 8 juli WK 1982 Halve finale № 419 «onderlinge duels» 21:00 uur (UTC+2) | Manfred Kaltz Paul Breitner Uli Stielike Pierre Littbarski Karl-Heinz Rummenigge Horst Hrubesch | 5 – 4        | Alain Giresse Manuel Amoros Dominique Rocheteau Didier Six Michel Platini Maxime Bossis | Estadio Ramón Sánchez Pizjuán, Sevilla Toeschouwers: 63.000 Scheidsrechter: Charles Corver (NED) |

|                                                                         |                                   |       |                                                               |                                                                                              |
| 10 juli WK 1982 Troostfinale № 420 «onderlinge duels» 20:00 uur (UTC+2) | Frankrijk                         | 2 – 3 | Polen                                                         | Estadio José Rico Pérez, Alicante Toeschouwers: 28.000 Scheidsrechter: António Garrido (POR) |
| 10 juli WK 1982 Troostfinale № 420 «onderlinge duels» 20:00 uur (UTC+2) | René Girard 13' Alain Couriol 72' |       | 40' Andrzej Szarmach 44' Stefan Majewski 46' Janusz Kupcewicz | Estadio José Rico Pérez, Alicante Toeschouwers: 28.000 Scheidsrechter: António Garrido (POR) |

|  |  |  |  |  |  |  |  |  |

|                                                                      |           |                                                                                     |       |                                                                                  |
| 31 augustus Vriendschappelijk № 421 «onderlinge duels» 20:30 (UTC+2) | Frankrijk | 0 – 4                                                                               | Polen | Parc des Princes, Parijs Toeschouwers: 20.000 Scheidsrechter: Bruno Galler (SUI) |
| 31 augustus Vriendschappelijk № 421 «onderlinge duels» 20:30 (UTC+2) |           | 28' Jan Jałocha 55' Janusz Kupcewicz 58' Janusz Kupcewicz 63' (pen.) Andrzej Buncol |       | Parc des Princes, Parijs Toeschouwers: 20.000 Scheidsrechter: Bruno Galler (SUI) |

|                                                                    |                     |       |           |                                                                                     |
| 6 oktober Vriendschappelijk № 422 «onderlinge duels» 20:30 (UTC+1) | Frankrijk           | 1 – 0 | Hongarije | Parc des Princes, Parijs Toeschouwers: 15.777 Scheidsrechter: Roger Verhaeghe (BEL) |
| 6 oktober Vriendschappelijk № 422 «onderlinge duels» 20:30 (UTC+1) | Laurent Roussey 65' |       |           | Parc des Princes, Parijs Toeschouwers: 15.777 Scheidsrechter: Roger Verhaeghe (BEL) |

|                                                                      |                   |       |                                          |                                                                              |
| 10 november Vriendschappelijk № 423 «onderlinge duels» 20:00 (UTC+2) | Nederland         | 1 – 2 | Frankrijk                                | De Kuip, Rotterdam Toeschouwers: 9.693 Scheidsrechter: Roger Schoeters (BEL) |
| 10 november Vriendschappelijk № 423 «onderlinge duels» 20:00 (UTC+2) | Simon Tahamata 6' |       | 11' Patrick Battiston 81' Michel Platini | De Kuip, Rotterdam Toeschouwers: 9.693 Scheidsrechter: Roger Schoeters (BEL) |

### 1983
|                                                                    |          |                                                             |           |                                                                                           |
| 16 februari Vriendschappelijk № 424 «onderlinge duels» 15:00 (UTC) | Portugal | 0 – 3                                                       | Frankrijk | Estádio Municipal, Guimarães Toeschouwers: 9.000 Scheidsrechter: Ulrich Nyffenegger (SUI) |
| 16 februari Vriendschappelijk № 424 «onderlinge duels» 15:00 (UTC) |          | 7' Yannick Stopyra 8' Jean-Marc Ferreri 70' Yannick Stopyra |           | Estádio Municipal, Guimarães Toeschouwers: 9.000 Scheidsrechter: Ulrich Nyffenegger (SUI) |

|                                                                   |                    |       |                       |                                                                                     |
| 23 maart Vriendschappelijk № 425 «onderlinge duels» 20:30 (UTC+1) | Frankrijk          | 1 – 1 | Sovjet-Unie           | Parc des Princes, Parijs Toeschouwers: 40.908 Scheidsrechter: George Courtney (ENG) |
| 23 maart Vriendschappelijk № 425 «onderlinge duels» 20:30 (UTC+1) | Luis Fernández 42' |       | 28' Fjodor Tsjerenkov | Parc des Princes, Parijs Toeschouwers: 40.908 Scheidsrechter: George Courtney (ENG) |

|                                                                   |                                                                                 |       |             |                                                                                      |
| 23 april Vriendschappelijk № 426 «onderlinge duels» 20:30 (UTC+2) | Frankrijk                                                                       | 4 – 0 | Joegoslavië | Parc des Princes, Parijs Toeschouwers: 40.881 Scheidsrechter: Aron Schmidhuber (FRG) |
| 23 april Vriendschappelijk № 426 «onderlinge duels» 20:30 (UTC+2) | Yvon Le Roux 22' Dominique Rocheteau 32' Dominique Rocheteau 47' José Touré 74' |       |             | Parc des Princes, Parijs Toeschouwers: 40.881 Scheidsrechter: Aron Schmidhuber (FRG) |

|                                                                     |                      |       |                |                                                                                        |
| 31 mei Vriendschappelijk № 427 «onderlinge duels» 20:15 uur (UTC+2) | België               | 1 – 1 | Frankrijk      | Stade Josy Barthel, Luxemburg Toeschouwers: 5.880 Scheidsrechter: Norbert Rolles (LUX) |
| 31 mei Vriendschappelijk № 427 «onderlinge duels» 20:15 uur (UTC+2) | Eddy Voordeckers 12' |       | 11' Didier Six | Stade Josy Barthel, Luxemburg Toeschouwers: 5.880 Scheidsrechter: Norbert Rolles (LUX) |

|                                                                      |                                                            |       |                    |                                                                                 |
| 7 september Vriendschappelijk № 428 «onderlinge duels» 19:00 (UTC+2) | Denemarken                                                 | 3 – 1 | Frankrijk          | Idrætsparken, Kopenhagen Toeschouwers: 17.500 Scheidsrechter: Volker Roth (FRG) |
| 7 september Vriendschappelijk № 428 «onderlinge duels» 19:00 (UTC+2) | Michael Laudrup 20' Kenneth Brylle 59' Michael Laudrup 75' |       | 26' Michel Platini | Idrætsparken, Kopenhagen Toeschouwers: 17.500 Scheidsrechter: Volker Roth (FRG) |

|                                                                    |                         |       |                               |                                                                                      |
| 5 oktober Vriendschappelijk № 429 «onderlinge duels» 20:30 (UTC+1) | Frankrijk               | 1 – 1 | Spanje                        | Parc des Princes, Parijs Toeschouwers: 36.628 Scheidsrechter: Rosario Lo Bello (ITA) |
| 5 oktober Vriendschappelijk № 429 «onderlinge duels» 20:30 (UTC+1) | Dominique Rocheteau 60' |       | 83' (pen.) Juan Antonio Señor | Parc des Princes, Parijs Toeschouwers: 36.628 Scheidsrechter: Rosario Lo Bello (ITA) |

|                                                                      |             |       |           |                                                                                 |
| 12 november Vriendschappelijk № 430 «onderlinge duels» 16:00 (UTC+1) | Joegoslavië | 0 – 0 | Frankrijk | Stadion Dinamo, Zagreb Toeschouwers: 15.000 Scheidsrechter: Paolo Casarin (ITA) |
| 12 november Vriendschappelijk № 430 «onderlinge duels» 16:00 (UTC+1) |             |       |           | Stadion Dinamo, Zagreb Toeschouwers: 15.000 Scheidsrechter: Paolo Casarin (ITA) |

### 1984
|                                                                      |                                       |       |          |                                                                                           |
| 29 februari Vriendschappelijk № 431 «onderlinge duels» 20:30 (UTC+1) | Frankrijk                             | 2 – 0 | Engeland | Parc des Princes, Parijs Toeschouwers: 43.000 Scheidsrechter: Marcel Van Langenhove (BEL) |
| 29 februari Vriendschappelijk № 431 «onderlinge duels» 20:30 (UTC+1) | Michel Platini 58' Michel Platini 71' |       |          | Parc des Princes, Parijs Toeschouwers: 43.000 Scheidsrechter: Marcel Van Langenhove (BEL) |

|                                                                   |                         |       |            |                                                                                       |
| 28 maart Vriendschappelijk № 432 «onderlinge duels» 20:30 (UTC+2) | Frankrijk               | 1 – 0 | Oostenrijk | Parc Lescure, Bordeaux Toeschouwers: 23.000 Scheidsrechter: Viriato Graça Oliva (POR) |
| 28 maart Vriendschappelijk № 432 «onderlinge duels» 20:30 (UTC+2) | Dominique Rocheteau 83' |       |            | Parc Lescure, Bordeaux Toeschouwers: 23.000 Scheidsrechter: Viriato Graça Oliva (POR) |

|                                                                   |                      |       |                |                                                                                            |
| 18 april Vriendschappelijk № 433 «onderlinge duels» 20:30 (UTC+2) | Frankrijk            | 1 – 0 | West-Duitsland | Stade de la Meinau, Straatsburg Toeschouwers: 39.978 Scheidsrechter: Enzo Barbaresco (ITA) |
| 18 april Vriendschappelijk № 433 «onderlinge duels» 20:30 (UTC+2) | Bernard Genghini 79' |       |                | Stade de la Meinau, Straatsburg Toeschouwers: 39.978 Scheidsrechter: Enzo Barbaresco (ITA) |

|                                                                 |                                       |       |           |                                                                                     |
| 1 juni Vriendschappelijk № 434 «onderlinge duels» 20:30 (UTC+2) | Frankrijk                             | 2 – 0 | Schotland | Stade Vélodrome, Marseille Toeschouwers: 21.641 Scheidsrechter: Luigi Agnolin (ITA) |
| 1 juni Vriendschappelijk № 434 «onderlinge duels» 20:30 (UTC+2) | Alain Giresse 14' Bernard Lacombe 29' |       |           | Stade Vélodrome, Marseille Toeschouwers: 21.641 Scheidsrechter: Luigi Agnolin (ITA) |

| Europees kampioenschap voetbal 1984 |
| ----------------------------------- |

|                                                                |                    |       |            |                                                                                 |
| 12 juni EK 1984 Groep A № 435 «onderlinge duels» 20:30 (UTC+2) | Frankrijk          | 1 – 0 | Denemarken | Parc des Princes, Parijs Toeschouwers: 47.570 Scheidsrechter: Volker Roth (FRG) |
| 12 juni EK 1984 Groep A № 435 «onderlinge duels» 20:30 (UTC+2) | Michel Platini 78' |       |            | Parc des Princes, Parijs Toeschouwers: 47.570 Scheidsrechter: Volker Roth (FRG) |

|                                                                | |       |        |                                                                                        |
| 16 juni EK 1984 Groep A № 436 «onderlinge duels» 17:15 (UTC+2) | Frankrijk                                                                                           | 5 – 0 | België | Stade de la Beaujoire, Nantes Toeschouwers: 51.359 Scheidsrechter: Bob Valentine (SCO) |
| 16 juni EK 1984 Groep A № 436 «onderlinge duels» 17:15 (UTC+2) | Michel Platini 4' Alain Giresse 33' Luis Fernández 44' Michel Platini 75' (pen.) Michel Platini 89' |       |        | Stade de la Beaujoire, Nantes Toeschouwers: 51.359 Scheidsrechter: Bob Valentine (SCO) |

|                                                                |                                                          |       |                                              |                                                                                               |
| 19 juni EK 1984 Groep A № 437 «onderlinge duels» 20:30 (UTC+2) | Frankrijk                                                | 3 – 2 | Joegoslavië                                  | Stade Geoffroy-Guichard, Saint-Étienne Toeschouwers: 45.789 Scheidsrechter: André Daina (SUI) |
| 19 juni EK 1984 Groep A № 437 «onderlinge duels» 20:30 (UTC+2) | Michel Platini 59' Michel Platini 61' Michel Platini 76' |       | 31' Miloš Šestić 80' (pen.) Dragan Stojković | Stade Geoffroy-Guichard, Saint-Étienne Toeschouwers: 45.789 Scheidsrechter: André Daina (SUI) |

|                                                                     |                                                                            |       |                               |                                                                                     |
| 23 juni EK 1984 Halve finale № 438 «onderlinge duels» 20:00 (UTC+2) | Frankrijk                                                                  | 3 – 2 | Portugal                      | Stade Vélodrome, Marseille Toeschouwers: 54.848 Scheidsrechter: Paolo Bergamo (ITA) |
| 23 juni EK 1984 Halve finale № 438 «onderlinge duels» 20:00 (UTC+2) | Jean-François Domergue 24' Jean-François Domergue 114' Michel Platini 119' |       | 74' Rui Jordão 98' Rui Jordão | Stade Vélodrome, Marseille Toeschouwers: 54.848 Scheidsrechter: Paolo Bergamo (ITA) |

|                                                               |                                      |       |        |                                                                                      |
| 27 juni EK 1984 Finale № 439 «onderlinge duels» 20:00 (UTC+2) | Frankrijk                            | 2 – 0 | Spanje | Parc des Princes, Parijs Toeschouwers: 47.368 Scheidsrechter: Vojtěch Christov (TCH) |
| 27 juni EK 1984 Finale № 439 «onderlinge duels» 20:00 (UTC+2) | Michel Platini 57' Bruno Bellone 90' |       |        | Parc des Princes, Parijs Toeschouwers: 47.368 Scheidsrechter: Vojtěch Christov (TCH) |

|  |  |  |  |  |  |  |  |  |

|                                                                            |           |                                                                                 |           |                                                                                             |
| 13 oktober WK 1986 kwalificatie № 440 «onderlinge duels» 15:30 uur (UTC+1) | Luxemburg | 0 – 4                                                                           | Frankrijk | Stade Municipal, Luxemburg Toeschouwers: 10.000 Scheidsrechter: Henning Lund-Sørensen (DEN) |
| 13 oktober WK 1986 kwalificatie № 440 «onderlinge duels» 15:30 uur (UTC+1) |           | 2' Patrick Battiston 12' Michel Platini 24' Yannick Stopyra 32' Yannick Stopyra |           | Stade Municipal, Luxemburg Toeschouwers: 10.000 Scheidsrechter: Henning Lund-Sørensen (DEN) |

|                                                                         |                           |       |           |                                                                                           |
| 21 november WK 1986 kwalificatie № 441 «onderlinge duels» 20:30 (UTC+1) | Frankrijk                 | 1 – 0 | Bulgarije | Parc des Princes, Parijs Toeschouwers: 42.084 Scheidsrechter: Karl-Heinz Tritschler (FRG) |
| 21 november WK 1986 kwalificatie № 441 «onderlinge duels» 20:30 (UTC+1) | Michel Platini 62' (pen.) |       |           | Parc des Princes, Parijs Toeschouwers: 42.084 Scheidsrechter: Karl-Heinz Tritschler (FRG) |

|                                                                        |                                          |       |                                |                                                                                   |
| 8 december WK 1986 kwalificatie № 442 «onderlinge duels» 20:30 (UTC+1) | Frankrijk                                | 2 – 0 | Duitse Democratische Republiek | Parc des Princes, Parijs Toeschouwers: 43.174 Scheidsrechter: Paolo Casarin (ITA) |
| 8 december WK 1986 kwalificatie № 442 «onderlinge duels» 20:30 (UTC+1) | Yannick Stopyra 32' Philippe Anziani 89' |       |                                | Parc des Princes, Parijs Toeschouwers: 43.174 Scheidsrechter: Paolo Casarin (ITA) |

### 1985
|                                                                     |             |       |           |                                                                                     |
| 3 april WK 1986 kwalificatie № 443 «onderlinge duels» 20:00 (UTC+2) | Joegoslavië | 0 – 0 | Frankrijk | Koševostadion, Sarajevo Toeschouwers: 50.000 Scheidsrechter: Erik Fredriksson (SWE) |
| 3 april WK 1986 kwalificatie № 443 «onderlinge duels» 20:00 (UTC+2) |             |       |           | Koševostadion, Sarajevo Toeschouwers: 50.000 Scheidsrechter: Erik Fredriksson (SWE) |

|                                                                   |                                       |       |           |                                                                                                 |
| 2 mei WK 1986 kwalificatie № 444 «onderlinge duels» 18:00 (UTC+3) | Bulgarije                             | 2 – 0 | Frankrijk | Vasil Levski Nationaal Stadion, Sofia Toeschouwers: 57.000 Scheidsrechter: Brian McGinlay (SCO) |
| 2 mei WK 1986 kwalificatie № 444 «onderlinge duels» 18:00 (UTC+3) | Georgi Dimitrov 11' Nasko Sirakov 61' |       |           | Vasil Levski Nationaal Stadion, Sofia Toeschouwers: 57.000 Scheidsrechter: Brian McGinlay (SCO) |

|                                                                           |                                       |       |         |                                                                                 |
| 21 augustus Artemio Franchi Trophy № 445 «onderlinge duels» 20:00 (UTC+2) | Frankrijk                             | 2 – 0 | Uruguay | Parc des Princes, Parijs Toeschouwers: 20.405 Scheidsrechter: Abel Gnecco (ARG) |
| 21 augustus Artemio Franchi Trophy № 445 «onderlinge duels» 20:00 (UTC+2) | Dominique Rocheteau 5' José Touré 56' |       |         | Parc des Princes, Parijs Toeschouwers: 20.405 Scheidsrechter: Abel Gnecco (ARG) |

|                                                                          |                                   |       |           |                                                                                  |
| 11 september WK 1986 kwalificatie № 446 «onderlinge duels» 20:00 (UTC+2) | Duitse Democratische Republiek    | 2 – 0 | Frankrijk | Zentralstadion, Leipzig Toeschouwers: 78.000 Scheidsrechter: Pietro d'Elia (ITA) |
| 11 september WK 1986 kwalificatie № 446 «onderlinge duels» 20:00 (UTC+2) | Rainer Ernst 53' Ronald Kreer 81' |       |           | Zentralstadion, Leipzig Toeschouwers: 78.000 Scheidsrechter: Pietro d'Elia (ITA) |

|                                                                        | |       |           |                                                                                        |
| 30 oktober WK 1986 kwalificatie № 447 «onderlinge duels» 20:00 (UTC+1) | Frankrijk | 6 – 0 | Luxemburg | Parc des Princes, Parijs Toeschouwers: 28.597 Scheidsrechter: Michal Listkiewicz (POL) |
| 30 oktober WK 1986 kwalificatie № 447 «onderlinge duels» 20:00 (UTC+1) | Dominique Rocheteau 4' José Touré 24' Dominique Rocheteau 29' Alain Giresse 36' Luis Fernández 47' Dominique Rocheteau 48' |       |           | Parc des Princes, Parijs Toeschouwers: 28.597 Scheidsrechter: Michal Listkiewicz (POL) |

|                                                                         |                                      |       |             |                                                                                   |
| 16 november WK 1986 kwalificatie № 448 «onderlinge duels» 19:15 (UTC+1) | Frankrijk                            | 2 – 0 | Joegoslavië | Parc des Princes, Parijs Toeschouwers: 45.670 Scheidsrechter: Alexis Ponnet (BEL) |
| 16 november WK 1986 kwalificatie № 448 «onderlinge duels» 19:15 (UTC+1) | Michel Platini 3' Michel Platini 71' |       |             | Parc des Princes, Parijs Toeschouwers: 45.670 Scheidsrechter: Alexis Ponnet (BEL) |

### 1986
|                                                                      |           |       |               |                                                                                         |
| 26 februari Vriendschappelijk № 449 «onderlinge duels» 20:00 (UTC+1) | Frankrijk | 0 – 0 | Noord-Ierland | Parc des Princes, Parijs Toeschouwers: 28.909 Scheidsrechter: Alphonse Constantin (BEL) |
| 26 februari Vriendschappelijk № 449 «onderlinge duels» 20:00 (UTC+1) |           |       |               | Parc des Princes, Parijs Toeschouwers: 28.909 Scheidsrechter: Alphonse Constantin (BEL) |

|                                                                 |                                               |       |            |                                                                                   |
| 26 mei Vriendschappelijk № 450 «onderlinge duels» 20:00 (UTC+1) | Frankrijk                                     | 2 – 0 | Argentinië | Parc des Princes, Parijs Toeschouwers: 40.045 Scheidsrechter: Franz Gächter (SUI) |
| 26 mei Vriendschappelijk № 450 «onderlinge duels» 20:00 (UTC+1) | Jean-Marc Ferreri 15' Philippe Vercruysse 80' |       |            | Parc des Princes, Parijs Toeschouwers: 40.045 Scheidsrechter: Franz Gächter (SUI) |

| Wereldkampioenschap voetbal 1986 |
| -------------------------------- |

|                                                                   |        |                       |           |                                                                                |
| 1 juni WK 1986 Groep C № 451 «onderlinge duels» 16:00 uur (UTC−6) | Canada | 0 – 1                 | Frankrijk | Estadio Nou Camp, León Toeschouwers: 35.748 Scheidsrechter: Hernán Silva (CHI) |
| 1 juni WK 1986 Groep C № 451 «onderlinge duels» 16:00 uur (UTC−6) |        | 79' Jean-Pierre Papin |           | Estadio Nou Camp, León Toeschouwers: 35.748 Scheidsrechter: Hernán Silva (CHI) |

|                                                                   |                    |       |                |                                                                                        |
| 5 juni WK 1986 Groep C № 452 «onderlinge duels» 12:00 uur (UTC−6) | Frankrijk          | 1 – 1 | Sovjet-Unie    | Estadio Nou Camp, León Toeschouwers: 36.540 Scheidsrechter: Romualdo Arppi Filho (BRA) |
| 5 juni WK 1986 Groep C № 452 «onderlinge duels» 12:00 uur (UTC−6) | Luis Fernández 62' |       | 54' Vasyl Rats | Estadio Nou Camp, León Toeschouwers: 36.540 Scheidsrechter: Romualdo Arppi Filho (BRA) |

|                                                                   |           |                                                             |           |                                                                                        |
| 9 juni WK 1986 Groep C № 453 «onderlinge duels» 12:00 uur (UTC−6) | Hongarije | 0 – 3                                                       | Frankrijk | Estadio Nou Camp, León Toeschouwers: 31.420 Scheidsrechter: Carlos Silva Valente (POR) |
| 9 juni WK 1986 Groep C № 453 «onderlinge duels» 12:00 uur (UTC−6) |           | 30' Yannick Stopyra 63' Jean Tigana 84' Dominique Rocheteau |           | Estadio Nou Camp, León Toeschouwers: 31.420 Scheidsrechter: Carlos Silva Valente (POR) |

|                                                                           |        |                                        |           | |
| 17 juni WK 1986 Achtste finale № 454 «onderlinge duels» 12:00 uur (UTC−6) | Italië | 0 – 2                                  | Frankrijk | Estadio Olímpico Universitario, Mexico-Stad Toeschouwers: 70.000 Scheidsrechter: Carlos Espósito (ARG) |
| 17 juni WK 1986 Achtste finale № 454 «onderlinge duels» 12:00 uur (UTC−6) |        | 16' Michel Platini 56' Yannick Stopyra |           | Estadio Olímpico Universitario, Mexico-Stad Toeschouwers: 70.000 Scheidsrechter: Carlos Espósito (ARG) |

|                                                                        |                                         |       |                                                                           |                                                                                   |
| 21 juni WK 1986 Kwartfinale № 455 «onderlinge duels» 12:00 uur (UTC−6) | Brazilië                                | 1 – 1 | Frankrijk                                                                 | Estadio Jalisco, Guadalajara Toeschouwers: 65.000 Scheidsrechter: Ioan Igna (ROM) |
| 21 juni WK 1986 Kwartfinale № 455 «onderlinge duels» 12:00 uur (UTC−6) | Careca 18'                              |       | 42' Michel Platini                                                        | Estadio Jalisco, Guadalajara Toeschouwers: 65.000 Scheidsrechter: Ioan Igna (ROM) |
| 21 juni WK 1986 Kwartfinale № 455 «onderlinge duels» 12:00 uur (UTC−6) | Strafschoppen                           |       |                                                                           | Estadio Jalisco, Guadalajara Toeschouwers: 65.000 Scheidsrechter: Ioan Igna (ROM) |
| 21 juni WK 1986 Kwartfinale № 455 «onderlinge duels» 12:00 uur (UTC−6) | Sócrates Alemão Zico Branco Júlio César | 3 – 4 | Yannick Stopyra Manuel Amoros Bruno Bellone Michel Platini Luis Fernández | Estadio Jalisco, Guadalajara Toeschouwers: 65.000 Scheidsrechter: Ioan Igna (ROM) |

|                                                                 |           |                                   |                |                                                                                       |
| 25 juni WK 1986 Halve finale № 456 «onderlinge duels» 12:00 uur | Frankrijk | 0 – 2                             | West-Duitsland | Estadio Jalisco, Guadalajara Toeschouwers: 45.000 Scheidsrechter: Luigi Agnolin (ITA) |
| 25 juni WK 1986 Halve finale № 456 «onderlinge duels» 12:00 uur |           | 9' Andreas Brehme 89' Rudi Völler |                | Estadio Jalisco, Guadalajara Toeschouwers: 45.000 Scheidsrechter: Luigi Agnolin (ITA) |

|                                                                         |                                                                                             |       |                                    |                                                                                       |
| 28 juni WK 1986 Troostfinale № 457 «onderlinge duels» 12:00 uur (UTC−6) | Frankrijk                                                                                   | 4 – 2 | België                             | Estadio Cuauhtémoc, Puebla Toeschouwers: 21.000 Scheidsrechter: George Courtney (ENG) |
| 28 juni WK 1986 Troostfinale № 457 «onderlinge duels» 12:00 uur (UTC−6) | Jean-Marc Ferreri 27' Jean-Pierre Papin 43' Bernard Genghini 103' Manuel Amoros 109' (pen.) |       | 11' Jan Ceulemans 73' Nico Claesen | Estadio Cuauhtémoc, Puebla Toeschouwers: 21.000 Scheidsrechter: George Courtney (ENG) |

|  |  |  |  |  |  |  |  |  |

|                                                                      |                                   |       |           | |
| 19 augustus Vriendschappelijk № 458 «onderlinge duels» 20:00 (UTC+2) | Zwitserland                       | 2 – 0 | Frankrijk | Stade Olympique de la Pontaise, Lausanne Toeschouwers: 22.000 Scheidsrechter: Karl-Heinz Tritschler (FRG) |
| 19 augustus Vriendschappelijk № 458 «onderlinge duels» 20:00 (UTC+2) | Heinz Hermann 72' Beat Sutter 75' |       |           | Stade Olympique de la Pontaise, Lausanne Toeschouwers: 22.000 Scheidsrechter: Karl-Heinz Tritschler (FRG) |

|                                                                        |         |       |           |                                                                                      |
| 10 september EK 1988 kwalificatie № 459 «onderlinge duels» 18:00 (UTC) | IJsland | 0 – 0 | Frankrijk | Laugardalsvöllur, Reykjavik Toeschouwers: 13.758 Scheidsrechter: Alan Ferguson (SCO) |
| 10 september EK 1988 kwalificatie № 459 «onderlinge duels» 18:00 (UTC) |         |       |           | Laugardalsvöllur, Reykjavik Toeschouwers: 13.758 Scheidsrechter: Alan Ferguson (SCO) |

|                                                                        |           |                                  |             |                                                                                   |
| 11 oktober EK 1988 kwalificatie № 460 «onderlinge duels» 20:00 (UTC+1) | Frankrijk | 0 – 2                            | Sovjet-Unie | Parc des Princes, Parijs Toeschouwers: 40.496 Scheidsrechter: Paolo Casarin (ITA) |
| 11 oktober EK 1988 kwalificatie № 460 «onderlinge duels» 20:00 (UTC+1) |           | 67' Ihor Bjelanov 73' Vasyl Rats |             | Parc des Princes, Parijs Toeschouwers: 40.496 Scheidsrechter: Paolo Casarin (ITA) |

|                                                                         |     |       |           |                                                                                    |
| 19 november EK 1988 kwalificatie № 461 «onderlinge duels» 20:00 (UTC+1) | DDR | 0 – 0 | Frankrijk | Zentralstadion, Leipzig Toeschouwers: 54.578 Scheidsrechter: George Courtney (ENG) |
| 19 november EK 1988 kwalificatie № 461 «onderlinge duels» 20:00 (UTC+1) |     |       |           | Zentralstadion, Leipzig Toeschouwers: 54.578 Scheidsrechter: George Courtney (ENG) |

### 1987
|                                                                      |                                          |       |         |                                                                                        |
| 29 april EK 1988 kwalificatie № 462 «onderlinge duels» 20:00 (UTC+2) | Frankrijk                                | 2 – 0 | IJsland | Parc des Princes, Parijs Toeschouwers: 27.732 Scheidsrechter: Frederick McKnight (NIR) |
| 29 april EK 1988 kwalificatie № 462 «onderlinge duels» 20:00 (UTC+2) | Carmelo Micciche 37' Yannick Stopyra 65' |       |         | Parc des Princes, Parijs Toeschouwers: 27.732 Scheidsrechter: Frederick McKnight (NIR) |

|                                                                     |                                        |       |           |                                                                                |
| 16 juni EK 1988 kwalificatie № 463 «onderlinge duels» 19:00 (UTC+2) | Noorwegen                              | 2 – 0 | Frankrijk | Ullevaalstadion, Oslo Toeschouwers: 8.268 Scheidsrechter: Werner Föckler (FRG) |
| 16 juni EK 1988 kwalificatie № 463 «onderlinge duels» 19:00 (UTC+2) | Per-Edmund Mordt 73' Jørn Andersen 80' |       |           | Ullevaalstadion, Oslo Toeschouwers: 8.268 Scheidsrechter: Werner Föckler (FRG) |

|                                                                      |                               |       |                  |                                                                                               |
| 12 augustus Vriendschappelijk № 464 «onderlinge duels» 20:15 (UTC+2) | West-Duitsland                | 2 – 1 | Frankrijk        | Olympiastadion, West-Berlijn Toeschouwers: 31.000 Scheidsrechter: Henning Lund Sørensen (DEN) |
| 12 augustus Vriendschappelijk № 464 «onderlinge duels» 20:15 (UTC+2) | Rudi Völler 4' Rudi Völler 9' |       | 42' Éric Cantona | Olympiastadion, West-Berlijn Toeschouwers: 31.000 Scheidsrechter: Henning Lund Sørensen (DEN) |

|                                                                         |                             |       |                |                                                                                        |
| 9 september EK 1988 kwalificatie № 465 «onderlinge duels» 20:15 (UTC+2) | Sovjet-Unie                 | 1 – 1 | Frankrijk      | Lenin Stadion, Moskou Toeschouwers: 86.048 Scheidsrechter: Gerassimos Germanakos (GRE) |
| 9 september EK 1988 kwalificatie № 465 «onderlinge duels» 20:15 (UTC+2) | Oleksij Mychajlytsjenko 77' |       | 13' José Touré | Lenin Stadion, Moskou Toeschouwers: 86.048 Scheidsrechter: Gerassimos Germanakos (GRE) |

|                                                                        |                      |       |                |                                                                                          |
| 14 oktober EK 1988 kwalificatie № 466 «onderlinge duels» 20:00 (UTC+1) | Frankrijk            | 1 – 1 | Noorwegen      | Parc des Princes, Parijs Toeschouwers: 11.308 Scheidsrechter: Joaquín Ramos Marcos (ESP) |
| 14 oktober EK 1988 kwalificatie № 466 «onderlinge duels» 20:00 (UTC+1) | Philippe Fargeon 63' |       | 79' Tom Sundby | Parc des Princes, Parijs Toeschouwers: 11.308 Scheidsrechter: Joaquín Ramos Marcos (ESP) |

|                                                                         |           |                  |                                |                                                                                    |
| 18 november EK 1988 kwalificatie № 467 «onderlinge duels» 20:00 (UTC+1) | Frankrijk | 0 – 1            | Duitse Democratische Republiek | Parc des Princes, Parijs Toeschouwers: 16.581 Scheidsrechter: Carlos Valente (POR) |
| 18 november EK 1988 kwalificatie № 467 «onderlinge duels» 20:00 (UTC+1) |           | 90' Rainer Ernst |                                | Parc des Princes, Parijs Toeschouwers: 16.581 Scheidsrechter: Carlos Valente (POR) |

### 1988
|                                                                     |               |       |                     |                                                                                 |
| 27 januari Vriendschappelijk № 468 «onderlinge duels» 20:00 (UTC+2) | Israël        | 1 – 1 | Frankrijk           | Ramat Ganstadion, Ramat Gan Toeschouwers: 5.000 Scheidsrechter: Alan Gunn (ENG) |
| 27 januari Vriendschappelijk № 468 «onderlinge duels» 20:00 (UTC+2) | Avi Cohen 69' |       | 60' Yannick Stopyra | Ramat Ganstadion, Ramat Gan Toeschouwers: 5.000 Scheidsrechter: Alan Gunn (ENG) |

|                                                                     |                                     |       |                 |                                                                                      |
| 2 februari Tournoi de France № 469 «onderlinge duels» 20:30 (UTC+1) | Frankrijk                           | 2 – 1 | Zwitserland     | Stadium Municipal, Toulouse Toeschouwers: 10.348 Scheidsrechter: Gérard Biguet (FRA) |
| 2 februari Tournoi de France № 469 «onderlinge duels» 20:30 (UTC+1) | Gérald Passi 7' Philippe Fargeon 9' |       | 19' Beat Sutter | Stadium Municipal, Toulouse Toeschouwers: 10.348 Scheidsrechter: Gérard Biguet (FRA) |

|                                                                     |                                                  |       |                        |                                                                                  |
| 5 februari Tournoi de France № 470 «onderlinge duels» 20:30 (UTC+1) | Frankrijk                                        | 2 – 1 | Marokko                | Stade Louis II, Monaco Toeschouwers: 10.000 Scheidsrechter: Michel Vautrot (FRA) |
| 5 februari Tournoi de France № 470 «onderlinge duels» 20:30 (UTC+1) | Abdelmajid Lemriss 9' (e.d.) Yannick Stopyra 49' |       | 34' Abdelmajid Lemriss | Stade Louis II, Monaco Toeschouwers: 10.000 Scheidsrechter: Michel Vautrot (FRA) |

|                                                                   |                                    |       |                  |                                                                                |
| 23 maart Vriendschappelijk № 471 «onderlinge duels» 20:30 (UTC+1) | Frankrijk                          | 2 – 1 | Spanje           | Parc Lescure, Bordeaux Toeschouwers: 14.441 Scheidsrechter: Neil Midgley (ENG) |
| 23 maart Vriendschappelijk № 471 «onderlinge duels» 20:30 (UTC+1) | Gérald Passi 8' Luis Fernández 26' |       | 6' Ramón Calderé | Parc Lescure, Bordeaux Toeschouwers: 14.441 Scheidsrechter: Neil Midgley (ENG) |

|                                                                 |               |       |           |                                                                              |
| 27 mei Vriendschappelijk № 472 «onderlinge duels» 19:30 (UTC+1) | Noord-Ierland | 0 – 0 | Frankrijk | Windsor Park, Belfast Toeschouwers: 6.250 Scheidsrechter: Keith Cooper (WAL) |
| 27 mei Vriendschappelijk № 472 «onderlinge duels» 19:30 (UTC+1) |               |       |           | Windsor Park, Belfast Toeschouwers: 6.250 Scheidsrechter: Keith Cooper (WAL) |

|                                                                      |                     |       |                   |                                                                                      |
| 24 augustus Vriendschappelijk № 473 «onderlinge duels» 20:30 (UTC+2) | Frankrijk           | 1 – 1 | Tsjecho-Slowakije | Parc des Princes, Parijs Toeschouwers: 15.000 Scheidsrechter: Ildefonso Urízar (ESP) |
| 24 augustus Vriendschappelijk № 473 «onderlinge duels» 20:30 (UTC+2) | Stephane Paille 52' |       | 77' Václav Daněk  | Parc des Princes, Parijs Toeschouwers: 15.000 Scheidsrechter: Ildefonso Urízar (ESP) |

|                                                                          |                              |       |           |                                                                                       |
| 28 september WK 1990 kwalificatie № 474 «onderlinge duels» 20:30 (UTC+2) | Frankrijk                    | 1 – 0 | Noorwegen | Parc des Princes, Parijs Toeschouwers: 22.000 Scheidsrechter: Günther Habermann (GDR) |
| 28 september WK 1990 kwalificatie № 474 «onderlinge duels» 20:30 (UTC+2) | Jean-Pierre Papin 84' (pen.) |       |           | Parc des Princes, Parijs Toeschouwers: 22.000 Scheidsrechter: Günther Habermann (GDR) |

|                                                                        |                          |       |                   |                                                                                          |
| 22 oktober WK 1990 kwalificatie № 475 «onderlinge duels» 20:00 (UTC+2) | Cyprus                   | 1 – 1 | Frankrijk         | Makariostadion, Nicosia Toeschouwers: 2.700 Scheidsrechter: Emilio Soriano Aladrén (ESP) |
| 22 oktober WK 1990 kwalificatie № 475 «onderlinge duels» 20:00 (UTC+2) | Pambos Pittas 78' (pen.) |       | 44' Daniel Xuereb | Makariostadion, Nicosia Toeschouwers: 2.700 Scheidsrechter: Emilio Soriano Aladrén (ESP) |

|                                                                         |                                                         |       |                                      |                                                                                      |
| 19 november WK 1990 kwalificatie № 476 «onderlinge duels» 19:00 (UTC+1) | Joegoslavië                                             | 3 – 2 | Frankrijk                            | Partizanstadion, Belgrado Toeschouwers: 7.489 Scheidsrechter: Erik Fredriksson (SWE) |
| 19 november WK 1990 kwalificatie № 476 «onderlinge duels» 19:00 (UTC+1) | Predrag Spasić 11' Safet Sušić 76' Dragan Stojković 83' |       | 3' Christian Perez 68' Franck Sauzée | Partizanstadion, Belgrado Toeschouwers: 7.489 Scheidsrechter: Erik Fredriksson (SWE) |

### 1989
|                                                                   |         |       |           |                                                                              |
| 7 februari Vriendschappelijk № 477 «onderlinge duels» 19:45 (UTC) | Ierland | 0 – 0 | Frankrijk | Dalymount Park, Dublin Toeschouwers: 22.000 Scheidsrechter: John Lloyd (WAL) |
| 7 februari Vriendschappelijk № 477 «onderlinge duels» 19:45 (UTC) |         |       |           | Dalymount Park, Dublin Toeschouwers: 22.000 Scheidsrechter: John Lloyd (WAL) |

|                                                                   |                                 |       |           |                                                                                |
| 8 maart WK 1990 kwalificatie № 478 «onderlinge duels» 20:00 (UTC) | Schotland                       | 2 – 0 | Frankrijk | Hampden Park, Glasgow Toeschouwers: 65.204 Scheidsrechter: Jiří Stiegler (TCH) |
| 8 maart WK 1990 kwalificatie № 478 «onderlinge duels» 20:00 (UTC) | Mo Johnston 28' Mo Johnston 52' |       |           | Hampden Park, Glasgow Toeschouwers: 65.204 Scheidsrechter: Jiří Stiegler (TCH) |

|                                                                      |           |       |             |                                                                                   |
| 29 april WK 1990 kwalificatie № 479 «onderlinge duels» 20:30 (UTC+2) | Frankrijk | 0 – 0 | Joegoslavië | Parc des Princes, Parijs Toeschouwers: 39.469 Scheidsrechter: Tullio Lanese (ITA) |
| 29 april WK 1990 kwalificatie № 479 «onderlinge duels» 20:30 (UTC+2) |           |       |             | Parc des Princes, Parijs Toeschouwers: 39.469 Scheidsrechter: Tullio Lanese (ITA) |

|                                                                      |                                     |       |                                                                               |                                                                            |
| 16 augustus Vriendschappelijk № 480 «onderlinge duels» 19:00 (UTC+2) | Zweden                              | 2 – 4 | Frankrijk                                                                     | Malmö Stadion, Malmö Toeschouwers: 16.619 Scheidsrechter: Zvi Sharir (ISR) |
| 16 augustus Vriendschappelijk № 480 «onderlinge duels» 19:00 (UTC+2) | Jonas Thern 5' Stefan Lindqvist 63' |       | 57' Éric Cantona 61' Jean-Pierre Papin 83' Jean-Pierre Papin 87' Éric Cantona | Malmö Stadion, Malmö Toeschouwers: 16.619 Scheidsrechter: Zvi Sharir (ISR) |

|                                                                         |                   |       |                              |                                                                             |
| 5 september WK 1990 kwalificatie № 481 «onderlinge duels» 19:00 (UTC+2) | Noorwegen         | 1 – 1 | Frankrijk                    | Ullevaalstadion, Oslo Toeschouwers: 8.564 Scheidsrechter: Todor Kolev (BUL) |
| 5 september WK 1990 kwalificatie № 481 «onderlinge duels» 19:00 (UTC+2) | Rune Bratseth 84' |       | 40' (pen.) Jean-Pierre Papin | Ullevaalstadion, Oslo Toeschouwers: 8.564 Scheidsrechter: Todor Kolev (BUL) |

|                                                                        |                                                                |       |           |                                                                                        |
| 11 oktober WK 1990 kwalificatie № 482 «onderlinge duels» 29:45 (UTC+1) | Frankrijk                                                      | 3 – 0 | Schotland | Parc des Princes, Parijs Toeschouwers: 22.651 Scheidsrechter: Kurt Röthlisberger (SUI) |
| 11 oktober WK 1990 kwalificatie № 482 «onderlinge duels» 29:45 (UTC+1) | Didier Deschamps 25' Éric Cantona 61' Jean-Philippe Durand 89' |       |           | Parc des Princes, Parijs Toeschouwers: 22.651 Scheidsrechter: Kurt Röthlisberger (SUI) |

|                                                                         |                                        |       |        |                                                                                        |
| 18 november WK 1990 kwalificatie № 483 «onderlinge duels» 20:30 (UTC+1) | Frankrijk                              | 2 – 0 | Cyprus | Stadium Municipal, Toulouse Toeschouwers: 34.687 Scheidsrechter: Valeriy Butenko (URS) |
| 18 november WK 1990 kwalificatie № 483 «onderlinge duels» 20:30 (UTC+1) | Didier Deschamps 25' Laurent Blanc 75' |       |        | Stadium Municipal, Toulouse Toeschouwers: 34.687 Scheidsrechter: Valeriy Butenko (URS) |

FFF · A-internationals · Selecties · Bondscoaches · Frans vrouwenelftal · Olympisch elftal · Frankrijk U21 · Frankrijk U20 · Frankrijk U19 · Frankrijk U18 · Frankrijk U17 · Frankrijk U16 · Vrouwen U17
1904 – 1919 ·
1920 – 1929 ·
1930 – 1939 ·
1940 – 1949 ·
1950 – 1959 ·
1960 – 1969 ·
1970 – 1979 ·
1980 – 1989 ·
1990 – 1999 ·
2000 – 2009 ·
2010 – 2019 ·
2020 – 2029
EK's: 1984 · 
1992 · 
1996 · 
2000 · 
2004 · 
2008 · 
2012 · 
2016 · 
2020 · 
2024
WK's: 1930 · 
1934 · 
1938 · 
1954 · 
1958 · 
1966 · 
1978 · 
1982 · 
1986 · 
1998 · 
2002 · 
2006 · 
2010 · 
2014 · 
2018 · 
2022
OS: 1900 · 
1908 · 
1920 · 
1924 · 
1948 · 
1952 · 
1960 · 
1968 · 
1976 · 
1984 · 
1996 · 
2020
1904 · 
1905 · 
1906 · 
1907 · 
1908 · 
1909 · 
1910 · 
1911 · 
1912 · 
1913 · 
1914 · 
1915 · 1916 · 1917 · 1918 · 
1919 · 
1920 · 
1921 · 
1922 · 
1923 · 
1924 · 
1925 · 
1926 · 
1927 · 
1928 · 
1929 · 
1930 · 
1931 · 
1932 · 
1933 · 
1934 · 
1935 · 
1936 · 
1937 · 
1938 · 
1939 · 
1940 · 1941  · 
1942 · 
1943 · 1944  · 
1945 · 
1946 · 
1947 · 
1948 · 
1949 · 
1950 · 
1951 · 
1952 · 
1953 · 
1954 · 
1955 · 
1956 · 
1957 · 
1958 · 
1959 ·
1960 · 
1961 · 
1962 · 
1963 · 
1964 · 
1965 · 
1966 · 
1967 · 
1968 · 
1969 ·
1970 · 
1971 · 
1972 · 
1973 · 
1974 · 
1975 · 
1976 · 
1977 · 
1978 · 
1979 ·
1980 · 
1981 · 
1982 · 
1983 · 
1984 · 
1985 · 
1986 · 
1987 · 
1988 · 
1989 · 
1990 · 
1991 · 
1992 · 
1993 · 
1994 · 
1995 · 
1996 · 
1997 · 
1998 · 
1999 · 
2000 · 
2001 · 
2002 · 
2003 · 
2004 · 
2005 · 
2006 · 
2007 · 
2008 · 
2009 · 
2010 · 
2011 · 
2012 · 
2013 · 
2014 · 
2015 · 
2016 · 
2017 · 
2018 ·
2019 ·
2020 ·
2021 ·
2022 ·
2023
Albanië ·
Algerije ·
Andorra ·
Argentinië ·
Armenië ·
Australië ·
Azerbeidzjan ·
België ·
Bolivia ·
Bosnië en Herzegovina ·
Brazilië ·
Bulgarije ·
Canada ·
Chili ·
China ·
Colombia ·
Costa Rica ·
Cyprus ·
Denemarken ·
Duitse Democratische Republiek ·
Duitsland ·
Ecuador ·
Egypte ·
Engeland ·
Estland ·
Faeröer ·
Finland ·
Georgië ·
Gibraltar ·
Griekenland ·
Honduras ·
Hongarije ·
Ierland ·
IJsland ·
Iran ·
Israël ·
Italië ·
Ivoorkust ·
Jamaica ·
Japan ·
Joegoslavië ·
Kameroen ·
Kazachstan ·
Koeweit ·
Kroatië ·
Letland ·
Litouwen ·
Luxemburg ·
Malta ·
Marokko ·
Mexico ·
Moldavië ·
Nederland ·
Nieuw-Zeeland ·
Nigeria ·
Noord-Ierland ·
Noorwegen ·
Oekraïne ·
Oostenrijk ·
Paraguay ·
Peru · 
Polen ·
Portugal ·
Roemenië ·
Rusland ·
Saoedi-Arabië ·
Schotland ·
Senegal ·
Servië ·
Slovenië ·
Slowakije ·
Sovjet-Unie ·
Spanje ·
Togo ·
Tsjechië ·
Tsjecho-Slowakije ·
Tunesië ·
Turkije ·
Uruguay ·
Verenigde Staten ·
Wales ·
Wit-Rusland ·
Zuid-Afrika ·
Zuid-Korea ·
Zweden ·
Zwitserland
Albanië (2016) ·
Argentinië (2018) ·
Argentinië (2022) ·
Australië (2018) · 
België (1904) · 
België (2018) · 
Brazilië (1998) · 
Brazilië (2006) · 
Denemarken (2002) · 
Denemarken (2018) ·
Duitsland (2014) · 
Duitsland (2021) · 
Ecuador (2014) · 
Engeland (1982) · 
Engeland (2012) · 
Engeland (2022) ·
Honduras (2014) · 
Hongarije (2021) · 
Italië (2000) · 
Italië (2006) · 
Italië (2008) · 
Japan (2001) · 
Kameroen (2003) · 
Koeweit (1982) · 
Kroatië (2018) · 
Marokko (2022) ·
Mexico (2010) · 
Nederland (2008) · 
Nigeria (2014) ·
Noord-Ierland (1982) · 
Oekraïne (2012) · 
Oostenrijk (1982) · 
Peru (2018) · 
Polen (1982) · 
Polen (2022) ·
Portugal (2006) · 
Portugal (2016) ·
Portugal (2021) ·
Roemenië (2008) ·
Roemenië (2016) ·
Senegal (2002) · 
Spanje (1984) ·
Spanje (2006) ·
Spanje (2012) ·
Spanje (2021) ·
Togo (2006) ·
Tsjecho-Slowakije (1982) ·
Uruguay (2002) ·
Uruguay (2010) ·
Uruguay (2018) ·
Zuid-Afrika (2010) ·
Zuid-Korea (2006) ·
Zweden (2012) ·
Zwitserland (2006) ·
Zwitserland (2014) ·
Zwitserland (2016) ·
Zwitserland (2021)
CONMEBOL: Bolivia · Chili  · Colombia · Ecuador · Uruguay

UEFA: Albanië · België · Bulgarije · Cyprus · Denemarken · West-Duitsland · Duitse Democratische Republiek · Engeland · Faeröer · Finland · Frankrijk · Griekenland · Hongarije · IJsland · Ierland · Israël · Italië · Joegoslavië ·  Liechtenstein · Luxemburg · Malta · Nederland · Noord-Ierland · Noorwegen · Oostenrijk · Polen · Portugal · Roemenië · San Marino · Schotland ·  Sovjet-Unie ·  Spanje · Tsjecho-Slowakije · Turkije · Wales ·  Zweden · Zwitserland

CAF: Madagaskar